# Ariophantidae
Die Ariophantidae sind eine Familie aus der Unterordnung der Landlungenschnecken (Stylommatophora). Es handelt sich meist um kleine bis höchstens mittelgroße Formen, die in Afrika und Südostasien sowie in Neuguinea beheimatet sind. Einige Arten sind zu Nacktschnecken geworden oder haben ihre Gehäuse im Erwachsenenstadium stark reduziert („Halbnacktschnecken“).

## Merkmale
Die Gehäuse sind niedrigkonisch („helicoid“) bis abgeflacht, einige Formen haben stark verkleinerte Gehäuse, die teilweise vom Mantel bedeckt sind; einige wenige Formen haben nur noch plättchen-artige Relikte des Gehäuses, die vom Mantel überwachsen sind. Der letzte Umgang ist bei den Gehäuse-tragenden Formen gerundet oder auch gekielt. Häufig ist eine Spiral- und Radialstreifung vorhanden, die meist nicht sehr kräftig ausgebildet ist. Die Mündung ist fast immer ohne „Zähne“, der Nabel ist eng oder geschlossen.
Der Kiefer ist oxygnath oder polyplacognath, eine Schleimgrube („caudal foss“) und Caudalhorn am Schwanz sind vorhanden. Der hermaphroditische Geschlechtstrakt ist gewunden, die Ovotestis bestehen aus einem bis mehreren Klump(en) mit sehr kleinen Azini. Der Talon ist gewöhnlich sichtbar, klein und tropfenförmig. Im männlichen Geschlechtstrakt ist das Flagellum von unterschiedlicher Länge, ursprünglich mit Cryptae in den Wänden und Axialfaden. Das epiphallische Caecum (Blindsack) ist gerade, spiralig aufgerollt oder kann auch fehlen. Der Penis kann einen Rand haben oder auch nicht. Eine peniale Drüse kann ebenfalls vorhanden sein oder fehlen. Die Penishülle ist immer recht dünn. Der peniale Retraktor setzt am Epiphallus oberhalb, am oder unterhalb des Blindsacks an. Ein Sarcobelum (Reizkörper) kann vorhanden sein oder auch fehlen.

## Geographische Verbreitung
Die Vertreter der Familie sind in Afrika, Madagaskar, den Maskarenen, Zentralasien, auf dem Indischen Subkontinent, Sri Lanka, den Andamanen, Malediven, Vietnam, Taiwan, Philippinen, Molukken, Indonesien und in Neuguinea beheimatet.

## Taxonomie und Systematik
Die Familie Ariophantidae wird von Bouchet & Rocroi (2005) in drei Unterfamilien unterteilt:
- Familie Ariophantidae Godwin-Austen, 1888
  - Unterfamilie Ariophantinae Godwin-Austen, 1888
    - Ariophanta Des Moulins, 1829 (mit den Untergattungen  A. (Ariophanta) Des Moulins, 1829, A. (Celectella) Schileyko, 2002)
    - Bapuia Godwin-Austen, 1918
    - Cryptogirasia Godwin-Austen, 1908
    - Cryptozona Mörch, 1872 (wird auch als Untergattung von Ariphanta behandelt)
    - Dalinga Godwin-Austen, 1907
    - Dekhania Godwin-Austen, 1888
    - Dihangia Godwin-Austen, 1916
    - Euplecta Semper, 1870
    - Galongia Godwin-Austen, 1916
    - Girasia Gray, 1855
    - Hemiplecta Albers, 1850
    - Indrella Godwin-Austen, 1901
    - Khasiella Godwin-Austen, 1899
    - Koratia Godwin-Austen, 1919
    - Mariaella Gray, 1855
    - Megaustenia Cockerell, 1912
    - Muangnua Solem, 1966
    - Nanina Sowerby, 1842
    - Ratnadvipia Godwin-Austen, 1899
    - Ratvana Godwin-Austen, 1901
    - Sarika Godwin-Austen, 1907
    - Sesara Martens, 1860
    - Sitala Adams, 1865
    - Sitalinopsis Thiele, 1931
    - Taphrospira Blanford, 1905

  - Unterfamilie Macrochlamydinae Godwin-Austen, 1888
    - Baiaplecta Laidlaw, 1956
    - Himalodiscus Kuznetsov, 1996
    - Macrochlamys Benson, 1832 (mit den Untergattungen M. (Macrochlamys) Benson, 1832, M. (Bensoniens) Baker, 1938, M. (Parvatella) Blanford & Godwin-Austen, 1908, M. (Euaustenia) Cockerell, 1898, M. (Rhadella) Godwin-Austen, 1914)
    -  ?Microcystina Mörch, 1872
    - Oxytesta Zilch, 1956
    - Rahula Godwin-Austen, 1907 (mit den Untergattungen R. (Rahula) Godwin-Austen, 1907 und R. (Sinaenigma) Pilsbry, 1934)
    - Sakiella Godwin-Austen, 1908
    - Syama Godwin-Austen, 1908
    - Tadunia Godwin-Austen, 1918
    - Vitrinula Gray, 1857

  - Unterfamilie Ostracolethinae Simroth, 1901
    - Ostracolethe Simroth, 1901
    - Myotesta Collinge, 1901
    - Minyongia Godwin-Austen, 1916

Nach Schileyko (2002/3) hat die Familie dagegen den folgenden Umfang:
- Familie Ariophantidae Godwin-Austen, 1888
  - Unterfamilie Ariophantinae Godwin-Austen, 1888
    - Tribus Ariophantini Godwin-Austen, 1888
    - Tribus Sophinini Blanford & Godwin-Austen, 1908
    - Tribus Satiellini Schileyko, 2003
    - Tribus Macrochlamydini Godwin-Austen, 1888

  - Unterfamilie Ereptinae Godwin-Austen, 1888
  - Unterfamilie Trochozonitinae Iredale, 1914
    - Tribus Trochozonitini Iredale, 1914
    - Tribus Sheldoniini Connolly, 1925
    - ?Tribus Upembellini van Goethem, 1977
    - Tribus Zonitarionini Schileyko, 2003
    - Tribus Acantharionini Schileyko, 2003

  - UnterfamilieTrochonanininae Connolly, 1912
  - Unterfamilie Parmarininae Blanford & Godwin-Austen, 1908
    - Tribus Parmarionini Blanford & Godwin-Austen, 1908
    - Tribus Microparmarionini Schileyko, 2003

Die Unterfamilie Ereptinae Godwin-Austen, 1888 wird dagegen von Bouchet & Rocroi (2005) zur Familie Helicarionidae (in Syn. von Helicarioninae) gestellt. Die Trochozonitinae Iredale, 1914 und Trochonanininae Connolly, 1912 werden von Bouchet & Rocroi (2005) in die Familie Urocyclidae Simroth, 1889 (in Synonymie der Unterfamilie Sheldoninae Connolly, 1925) einbezogen. Und die Unterfamilie Parmarioninae Blanford & Godwin-Austen, 1908 wird als Unterfamilie der Familie Parmacellidae behandelt. Die Unterfamilie Ostracolethinae wird von Schileyko als selbständige Familie aufgefasst.